# 索什基
50°5′24″N 27°14′11″E / 50.09000°N 27.23639°E
索什基（烏克蘭語：Сошки），是烏克蘭的村落，位於該國西部赫梅利尼茨基州，由舍佩蒂夫卡區負責管轄，始建於1590年，面積0.06平方公里，海拔高度268米，2001年人口182，人口密度每平方公里3,309.1人。